# Soberana-2
Soberana-2 (auch: FINLAY-FR-2, SOBERANA 02) ist ein COVID-19-Impfstoff, der vom kubanischen Finlay Institut (IFV), einem epidemiologischen Forschungsinstitut, hergestellt wird. Der Name des Impfstoffs entspringt dem spanischen Wort soberana, was „souverän“ bedeutet. Es ist ein konjugierter Impfstoff, wobei das SARS-CoV-2 Spike-Protein mit Tetanustoxoid (TT) konjugiert. Tetanustoxoid ist ein Tetanustoxin, das durch Formalin inaktiviert wurde. Die Spike-Protein-Untereinheit wird in CHO-Zellen (von englisch: Chinese Hamster Ovary), einer immortalisierten Zelllinie aus Ovarien des Chinesischen Zwerghamsters (Cricetulus griseus) hergestellt, die in der Zellbiologie und Biotechnologie zur Produktion von rekombinanten Proteinen Verwendung findet.
Der Impfstoff erfordert, wie viele andere Impfstoffe, keine spezielle Kühlung, sondern kann bei normalen Kühlschranktemperaturen (2 °C bis 8 °C) gelagert werden. Laut WHO erfordert dieser Impfstoff zwei Dosen, wobei die zweite Dosis 28 Tage nach der ersten Impfung verabreicht wird. Ein Preprint-Artikel kubanischer Wissenschaftler beschreibt den Wirkungsmechanismus genauer.
Am 20. August 2021 erhielt Soberana 2 zusammen mit Soberana Plus in Kuba die Notfallzulassung. Die Impfung von zweimal Soberana 2 und einmal Soberana Plus als Booster habe in klinischen Studien (noch ohne Peer-Review) eine Effizienz von 91 Prozent gegen symptomatische Erkrankung ergeben. Nach eigenen Angaben des IFV kann das Vakzin für Auffrischungsimpfungen verwendet werden, unabhängig davon, welcher Impfstoff vorher verabreicht wurde.

## Studien

### Phase-1-Studie/Phase-2-Studie
FINLAY-FR-2, dessen Entwicklung im Oktober 2020 begann, hatte laut dem kubanischen Register für klinische Studien 40 Freiwillige für seine Phase I mit einer offenen, sequentiellen und adaptiven Studie zur Bewertung der Sicherheit, Reaktogenität und Untersuchung der Immunogenität des  Impfstoffs.
An Phase IIa waren 100 Kubaner beteiligt und an Phase IIb des Impfstoffs haben 900 Freiwillige zwischen 19 und 80 Jahren teilgenommen. Der Impfstoff habe nach 14 Tagen eine Immunantwort gezeigt. Die zweite Phase wurde von Mitarbeitern des iranischen Pasteur-Instituts überwacht.

### Phase-3-Studie
Die Phase-3-Studie begann Anfang März 2021 im Iran. Der Iran unterzeichnete ein Abkommen mit Kuba, nachdem der oberste Führer des Landes, Ajatollah Ali Chamenei sagte, das Land werde keine Impfstoffe aus den USA oder Großbritannien importieren. Sie seien nicht vertrauenswürdig.
Die Probanden der Studie sind in drei Gruppen unterteilt: Eine Gruppe erhält im Abstand von 28 Tagen zwei Dosen des Impfstoffs, eine zweite Gruppe erhält zwei Dosen einschließlich eines Immunverstärkers und die dritte Gruppe erhält ein Placebo. Die Studie soll 44.000 Probanden umfassen.
Am 13. März 2021 gab BioCubaFarma bekannt, dass sie im Rahmen dieser Zusammenarbeit 100.000 Dosen des Impfstoffkandidaten zur klinischen Prüfung an das iranische Pasteur-Institut geschickt habe. Kubas Gesundheitsbehörden haben erklärt, dass auf der Insel kein ausreichend großer Krankheitsausbruch vorliegt, um aussagekräftige Statistiken über Impfstoffe zu erstellen.

## Zulassung

### Soberana-2
| Staat     | Zulassung         | Quellen             |
| --------- | ----------------- | ------------------- |
| Iran      | 29. Juni 2021     | [ 8 ]               |
| Kuba      | 20. August 2021   | [ 9 ] [ 10 ] [ 11 ] |
| Nicaragua | 2. Oktober 2021   | [ 12 ]              |
| Mexiko    | 19. November 2022 | [ 13 ]              |

### Soberana Plus
| Staat   | Zulassung         | Quellen |
| ------- | ----------------- | ------- |
| Kuba    | 20. August 2021   | [ 11 ]  |
| Belarus | 27. Juli 2022     | [ 14 ]  |
| Mexiko  | 19. November 2022 | [ 13 ]  |

## Vertrieb
Anfang 2021 plante die kubanische Regierung 100 Millionen Dosen ihres Impfstoffs zu produzieren. Es bestünde auch Nachfrage aus Vietnam, Venezuela und dem Iran. Weitere Länder wie Jamaika, Pakistan, Indien und die Afrikanische Union hätten ihr Interesse bekundet. Die Organización Panamericana de la Salud (PAHO), die Panamerikanische Gesundheitsorganisation, erklärte, dass der Impfstoff, nachdem er alle klinischen Stadien durchlaufen hat, in den revolvierenden Fonds von PAHO aufgenommen werden könnte.